# ویلاگا
ویلاگا (به ایتالیایی: Villaga) یک کومونه در ایتالیا است که در استان ویچنزا واقع شده‌است. ویلاگا ۲۳ کیلومتر مربع مساحت و ۱٬۹۸۷ نفر جمعیت دارد.